# Невинность

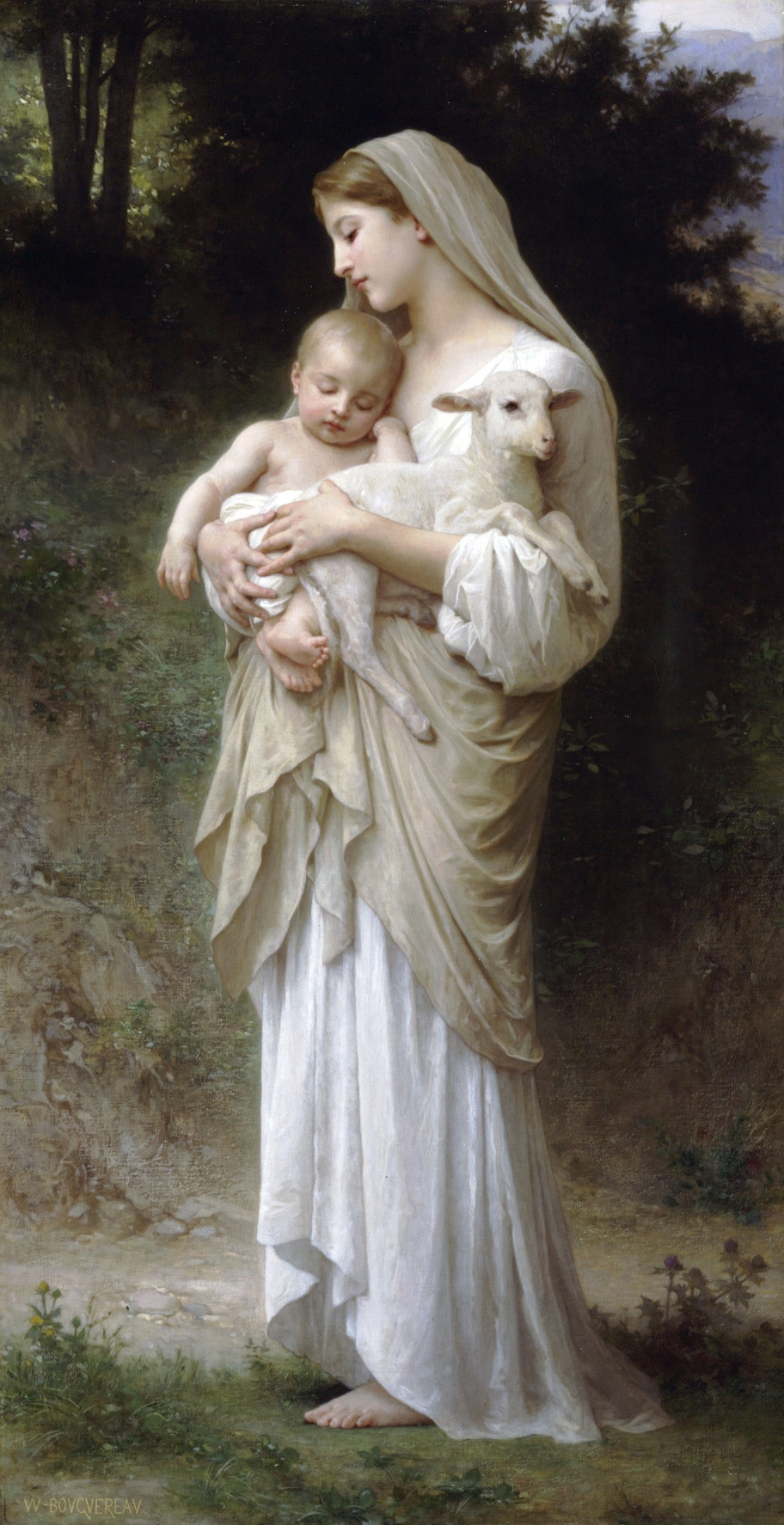
Невинность, картина В. Бугро. Ягнёнок и маленький ребёнок — символы невинности.

Невинность (буквально «отсутствие вины») — нередко используется в качестве синонима нравственной чистоты, отсутствия знания как хороших, так и плохих сторон жизни, отсутствия опыта и оценок. Может использоваться в значениях:
- невиновность;
- безвредность;
- простодушие, наивность;
- девственность.

Невинность всегда носит характер отсутствия какой-либо провинности — в грехах, проступках или преступлениях. Невинность в таком значении может определяться в соответствии с религией, совестью или законом. Также невинность может носить характер непричастности, исключая невинного субъекта из
причин по которым случилось неприятное событие. Невинные развлечения не вредят, невинные шутки не обижают.
Невинность следует отличать от невиновности (характеристики человека по отношению к моральным, правовым и социальным нормам), хотя в быту слово «невинность» часто и вульгарно неточно употребляют, чтобы подчеркнуть незаслуженность обвинения, наказания, страдания («невинная жертва»).